# 杨劲夫
杨劲夫（1912年—1982年），男，吉林永吉人，畢業於哈爾濱工業大學、重慶國立中央大學、成都空軍機械學校高级班、中国航空科技情报专家，曾任空军第一研究所第五研究处处长，航空研究院航空情报研究所副所长、顾问。